# Ecozona indomalese

L'Ecozona indomalese

L'ecozona indomalese o ecozona orientale o Indomalesia è l'ecozona che si estende sulle regioni tropicali e subtropicali dell'Asia ad esclusione del Medio Oriente. Comprende parte del territorio del Pakistan, il subcontinente indiano, l'Indocina, le regioni meridionali della Cina, l'isola di Taiwan, le Filippine e la parte occidentale dell'arcipelago indonesiano fino alla Linea di Wallace, con le isole di Sumatra, Borneo, Giava e Bali.

## Caratteristiche
Confina a nord e ad ovest con l'ecozona paleartica e ad est con l'ecozona australasiana. I confini sono definiti ad ovest dal deserto tropicale, a nord dalle catene montuose del Karakorum e dell'Himalaya e a est dalla linea di Wallace.
Il clima è in larga parte determinato dall'alternanza fra la stagione degli alisei e quella dei monsoni. Fino ad epoche storiche il confine occidentale era meno netto, poiché durante le glaciazioni e i periodi di optimus climatico il paesaggio e il clima della costa iraniana erano monsonici; fino all'erosione e al diboscamento dovuti alla comparsa di allevamento intensivo ed agricoltura, molte zone pachistane della Persia erano savane o steppe punteggiate da boschi e boschetti, i quali erano residui dei normali biomi della Ecozona orientale. Poche specie sono rimaste a testimoniarlo, come alcune popolazioni relitto di Crocodylus palustris in alcune zone umide dell'Iran.
Il confine della Biozona, seppure più sfumato ed occidentale, esisteva anche allora poiché altre zone della Persia interna erano deserte, mentre i monti Zagros (e le numerose altre catene montuose) bloccavano il passaggio di numerose specie animali e vegetali (per esempio gli ippopotami mesopotamici), oppure dividevano le popolazioni in due varietà distinte (per esempio gli elefanti indiani e quelli siriaci).
I biomi presenti in questa regione sono la foresta stagionale tropicale, la foresta pluviale tropicale, la prateria tropicale e, nelle zone costiere, la mangrovia.